# آرثر إل. وليامز جونيور
آرثر إل. وليامز جونيور (بالإنجليزية: Arthur L. Williams, Jr.)‏ هو مسير رياضي أمريكي، ولد في 23 أبريل 1942 في القاهرة في الولايات المتحدة.